# Luis Alfredo Torres
Luis Alfredo Torres (Barahona, República Dominicana, 18 de octubre de 1935-Santo Domingo, 1 de mayo de 1992) fue un poeta, periodista y crítico dominicano.

## Educación y carrera
Torres asistió al Long Island City High School de Nueva York y estudió comunicación social en el Instituto de Periodismo de Los Ángeles, así como arte y psicología. Fue redactor jefe del semanario bilingüe "El Despertar Americano" en California, además trabajó como columnista y redactor para los periódicos El Caribe y La Nación, y fue miembro de la Sociedad de Escritores Dominicanos y del Ateneo Dominicano. Como autor, aunque mucho más joven, se le cataloga como poeta de la Generación del 48.
Luis estuvo entre los autores dominicanos que exploraron temáticas LGBT en su obra durante la segunda mitad del siglo XX. En su obra poética Los bellos rostros (1973), Torres indaga su posición como hombre homosexual proscrito por la sociedad, condenado a explorar su deseo solo a través de los recuerdos de los rostros bellos que ha contemplado.

## Obras
Torres publicó las siguientes obras:
- Linterna sorda, 1958
- 31 racimos de sangre, 1962
- Los días irreverentes, 1966
- Alta realidad, 1970
- Canto a Proserpina, 1972
- Los bellos rostros, 1973
- Ciudad de Cerrada, 1974
- Sesiones espirituales, 1975
- El amor que iba y que venía, 1976
- El enfermo lejano, 1977
- Oscuro litoral, 1980
- Antología poética, Ediciones de la Biblioteca Nacional, Santo Domingo, 1985